# Антилопа карликова
Антилопа карликова (Neotragus pygmaeus) — вид парнокопитних ссавців родини Бикові (Bovidae).

## Поширення
Антилопа карликова поширена у вологих низовинних лісах Західної Африки. Ареал виду охоплює окремі райони Гвінеї, Ліберії, Сьєрра-Леоне, Кот-д'Івуару та Гани.

## Опис
Висота у холці складає 25-30 см. Вага становить 1,5-3 кг. Антилопа вкрита рудувато-коричневою шерстю, темнішою на голові, на спині і боках. Підчерев'я, підборіддя і внутрішня поверхня ніг. Задні ноги антилопи набагато довші передніх. Самці карликових антилоп мають конусоподібні ріжки темного кольору завдовжки до 2,5 см.

## Спосіб життя
Карликові антилопи ведуть одиночний спосіб життя, іноді формують пари або невеликі сімейні групи. Активні вночі, вдень ховаються від спеки в гущавині лісу, а пасуться у сутінки і вночі. Харчуються листям чагарників і плодами.
Біологія розмноження цього виду антилоп вивчена слабо. Тривалість вагітності не встановлена. У посліді одне дитинча. Народжений малюк важить близько 300 грам і забарвлений так само, як і батьки. Статева зрілість настає у віці одного року.

## Збереження
Через те, що карликові антилопи ведуть прихований спосіб життя, виникають деякі труднощі при визначенні чисельності популяції. За оцінкою фахівців, налічується близько 62 тисяч особин цього виду. Вважається, що популяція карликових антилоп стабільна і їй нічого не загрожує.